# دونالد كاميرون هاميلتون
دونالد كاميرون هاميلتون (بالإنجليزية: Donald Cameron Hamilton)‏ (1890 في نيوزيلندا - 6 مارس 1957 في نيوزيلندا) هو لاعب كريكت نيوزلندي. لعب مع أول بلاكس.

## وصلات خارجية
- دونالد كاميرون هاميلتون على موقع إي آس بي آن كريك إنفو (الإنجليزية)